# Zoug
Zoug  (in arabo زوك‎?) è un centro abitato e comune rurale del Marocco situato nella provincia di Aousserd, regione di Dakhla-Oued Ed Dahab. Conta una popolazione di 833 abitanti (censimento 2004).